# Christuskirche (Rülzheim)
Die Christuskirche ist die Haupt-Predigtstätte der Kirchengemeinde Rülzheim in Rülzheim im rheinland-pfälzischen Landkreis Germersheim. Sie liegt in der Hoppelgasse, neben dem Rülzheimer Friedhof.

## Geschichte der evangelischen Kirchengemeinde
Im Gegensatz zu vielen umliegenden Gemeinden fand in Rülzheim die Reformation keinen Eingang. Erst ab 1832 wurden Protestanten in Rülzheim sesshaft. In den folgenden 100 Jahren zogen nur vereinzelt protestantische Familien zu.
Erst der Zweite Weltkrieg und seine Folgen brachten es mit sich, dass zahlreiche Evangelische in Rülzheim und in den jetzt zur Verbandsgemeinde gehörenden Orten eine neue Heimat fanden. Im Jahre 1943 wurden die ersten Familien, die aus dem Baltikum und dem Banat kamen und schon mehrere Umsiedlungen hinter sich hatten, nach Rülzheim eingewiesen. Erst 1950 erfolgte der nächste größere Umsiedlertransport. Die Neuankömmlinge kamen vorwiegend aus den früheren reichsdeutschen Gebieten, aber auch aus den deutschsprachigen Landstrichen in Russland, Rumänien und Jugoslawien. Die frühen fünfziger Jahre brachten weitere Flüchtlinge nach Rülzheim, vor allem Menschen, die durch die Enteignungspolitik in der damaligen DDR keine Bleibe mehr in Mitteldeutschland sahen.
Die evangelischen Christen in Rülzheim, Leimersheim, Hördt, Neupotz und Kuhardt wurden zunächst von Bellheim aus mitbetreut. Um am Gottesdienst teilnehmen zu können, mussten die Neubürger den weiten Weg nach Bellheim meist zu Fuß zurücklegen. Im Jahre 1951 war dann die Zahl der Evangelischen in Rülzheim so groß, dass am Ort ein evangelischer Gottesdienst gehalten werden konnte. Zunächst gab es Gottesdienste nur in unregelmäßigen Abständen, bald wurden sie jedoch 14-täglich durchgeführt; hinzu kamen Gottesdienste in Hördt und Leimersheim.
Durch den Zustrom der Flüchtlinge wuchs die Arbeit des Bellheimer Pfarrers so sehr an, dass ihm 1963 ein Vikar zur Seite gestellt wurde. Dieser hatte insbesondere die Aufgabe, die Protestanten in Rülzheim und in den dazugehörigen Orten zu betreuen. 1965 war die evangelische Gemeinde auf 350 Gemeindeglieder angewachsen, und Rülzheim wurde zur selbständigen Kirchengemeinde erklärt. Zu ihr gehörten auch die Orte Leimersheim, Kuhardt und Neupotz; Hördt ist später dazugekommen. Die Gottesdienste in Rülzheim wurden zunächst in verschiedenen Schulsälen abgehalten. Zu den Festtagen und zur Konfirmation mussten die evangelischen Christen jedoch weiterhin nach Bellheim gehen.
In den späten fünfziger Jahren wurde der Wunsch nach einer eigenen Kirche immer lauter. 1963 wurde ein Kirchbauverein gegründet. Die Protestantische Landeskirche sagte die Unterstützung des Bauvorhabens zu – und damit konnte die Planung in Angriff genommen werden. Im Dezember 1966 wurde mit den Bauarbeiten begonnen. Das Bauvorhaben fand auch die Unterstützung der politischen Gemeinde Rülzheim, durch finanzielle Hilfe und Bereitstellung des Bauholzes. Viele Rülzheimer Katholiken unterstützten das Bauvorhaben durch Spenden. Nach jahrelangem Einwerben von Spenden und nach vielen Stunden Eigenarbeit am Bau, konnte an Pfingsten 1968 die Evangelische Kirchengemeinde Rülzheim ihre Kirche mit den anschließenden Gemeinderäumen in Dienst stellen.
Die Pfarrwohnung war 1971 fertiggestellt. Vikar Roth zog als erster evangelischer Geistlicher nach Rülzheim um. Mit Pfarrdiakon Karl-Heinz Landwehr erhielt die Gemeinde Rülzheim im Mai 1973 zum ersten Mal einen eigenen Verwalter. Am 1. März 1983 wurde aus dem „Evangelischen Vikariat Rülzheim“ das „Evangelische Pfarramt Rülzheim“.
Auf den geplanten Glockenturm an der Nordseite der Kirche musste die Gemeinde bis heute aus Kostengründen verzichten. Nach 50 Jahren Bestehen entschied 2019 das Presbyterium das Thema nochmals anzugehen. Aus Kostengründen und der Zeit angepasst, entschied man sich als erste Kirchengemeinde in der Pfalz für die Installation eines elektronischen Glockenspiels. Dies wurde im Dezember 2020 in Betrieb genommen. Zum ersten Mal hörbar waren die Kirchenglocken am 4. Advent 2020 und wurden der Gemeinde auch im Rahmen der Videoreihe „Wort zur Woche“ auf YouTube vorgestellt.

## Gebäude
Die künstlerische Gestaltung der Kirche verdankt sie Margot Stempel-Lebert aus Landau in der Pfalz. An der Nordseite wächst ein aus Ziegelsteinen gemauertes Kreuz reliefartig aus der Wand heraus und ist ein weiterhin sichtbares Zeichen für die Bestimmung dieses Hauses. Schmuckstück des schlichten Innenraumes der Kirche ist der Corpus Christi über dem Altar. Der gekreuzigte und zugleich segnende Christus weist hin auf den Herrn der Kirche. Die bleiverglaste Fensterfront an der Ostseite des Kirchenraumes ist in sehr hellen Weiß- und Grautönen gehalten, durchzogen von einem leuchtend roten Band.

## Orgel

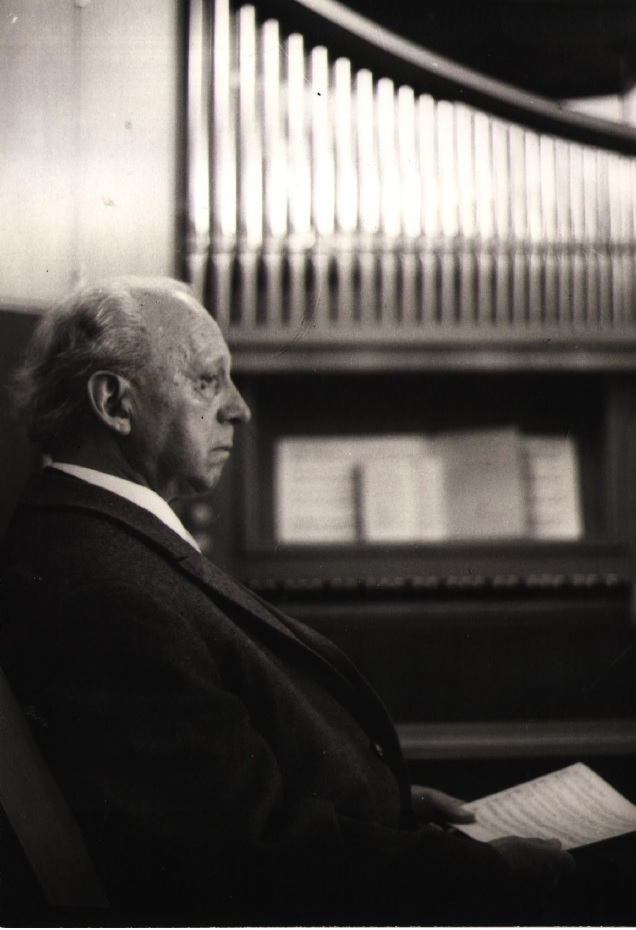
Landeskirchenmusikdirektor i. R. Adolf Graf bei der Einweihung des Orgelpositivs im Jahre 1972

Im Jahre 1972 konnte für die Christuskirche ein Orgelpositiv der Firma Oberlinger angeschafft werden, das ein altersschwaches Harmonium ersetzte. Es umfasst ein Manual mit Pedal und sechs Register und wurde 2001 renoviert. Seit 2007 existiert in der Kirche zudem eine elektrische Orgel.

## Bisherige Pfarrer
| Pfarrer in Bellheim, die die Evangelischen in Rülzheim betreut haben | Pfarrer in Bellheim, die die Evangelischen in Rülzheim betreut haben |
| -------------------------------------------------------------------- | -------------------------------------------------------------------- |
| Bis 1948                                                             | Hans Rothaas                                                         |
| 1948                                                                 | Theodor Kuntz                                                        |
| 1949                                                                 | Karl Mildenberger                                                    |
| 1949–1977                                                            | Otto Göppel                                                          |

| Vikare in Bellheim, die vorwiegend mit der Verwaltung der Kirchengemeinde Rülzheim beauftragt waren | Vikare in Bellheim, die vorwiegend mit der Verwaltung der Kirchengemeinde Rülzheim beauftragt waren |
| --------------------------------------------------------------------------------------------------- | --------------------------------------------------------------------------------------------------- |
| 1963–1964                                                                                           | Armin Wildenberger                                                                                  |
| 1964–1967                                                                                           | Wolfgang Wisker                                                                                     |
| 1967–1970                                                                                           | Hartmut Mittag                                                                                      |
| 1970–1973                                                                                           | Albrecht Roth                                                                                       |

| Pfarrer der Evangelischen Kirchengemeinde Rülzheim | Pfarrer der Evangelischen Kirchengemeinde Rülzheim |
| -------------------------------------------------- | -------------------------------------------------- |
| 1973–1982                                          | Karl-Heinz Landwehr                                |
| 1983–1997                                          | Ursula Blank                                       |
| 1991–1997                                          | Ursula Wahlig (Stellenteilung)                     |
| 1997                                               | Matthias Helms (Vertretung)                        |
| 1997–2009                                          | Walter Riegel                                      |
| 2010–2017                                          | Christel Ehrlich                                   |
| seit 2018                                          | Jan Meckler                                        |

## Belege
1. ↑  Protestantischen Kirchengemeinde Rülzheim
2. ↑  Videoreihe "Wort zur Woche" auf YouTube
3. ↑  Landeskirchenrat der Evangelischen Kirche der Pfalz (Hrsg.): Handbuch der Evangelischen Kirche der Pfalz (Protestantische Landeskirche). Speyer 2009, S. 125.